# Better Mad Than Dead
Better Mad Than Dead è il terzo album in studio del gruppo musicale thrash metal italiano Extrema, pubblicato nel 2001. Ne è stata anche pubblicata un'edizione con tre bonus track.

## Tracce
1. Generation - 4:04
2. Dude - 2:42
3. Another Nite - 4:37
4. All Around - 4:04
5. Sanity - 3:33
6. Wannabe - 1:23
7. Family Affair - 3:49
8. Too Late - 3:01
9. Some Faith - 4:21
10. W.A.S.T.E.D. - 4:07
11. Secrets n'Lies - 3:44
12. The Brawler - 4:32